# 리눅스용 윈도우 하위 시스템
리눅스용 윈도우 하위 시스템(Windows Subsystem for Linux, WSL)은 윈도우 10과 윈도우 11에서 네이티브로 리눅스 실행 파일(ELF)을 실행하기 위한 호환성 계층이다. WSL은 리눅스 커널 코드가 포함되지 않은, 마이크로소프트가 개발한 리눅스 호환 커널 인터페이스를 제공하며, 그 위에 리눅스 유저랜드를 실행시킬 수 있는데, 이를테면 우분투, SUSE, 페도라를 들 수 있다. 이러한 유저랜드는 배시 셸과 명령 언어를 포함할 수 있으며, 네이티브 리눅스 명령 줄 도구(sed, awk 등)들과 프로그래밍 언어 인터프리터(루비, 파이썬 등)가 내장된다.
애니버서리 업데이트에 도입됐을 당시 오직 우분투 이미지만 사용할 수 있었다. Fall Creators 업데이트는 리눅스 배포판을 위한 설치 과정을 마이크로소프트 스토어로 옮겼으며 페도라와 수세 이미지를 도입하였다.
이 하위 시스템은 미구현된 리눅스 커널 서비스가 필요한 프로그램을 실행할 수 없는 등 모든 리눅스 소프트웨어를 실행할 수 있지는 않다. 윈도우 환경 안에 X 윈도 시스템을 설치하여 그래픽 애플리케이션들을 일부 실행할 수 있지만 불안정한 것으로 확인되었다.
리눅스용 윈도우 하위 시스템은 오직 64비트 에디션의 윈도우 10에서만 사용할 수 있으며 윈도우 10 애니버서리 업데이트 이후에서 활성화할 수 있다. 이 하위 시스템은 일부 안드로이드 애플리케이션들이 윈도우 10 모바일에서 실행될 수 있게 하는 미출시된 윈도우 10 모바일에서 기원하였다. 윈도우 10 참가자 프리뷰 빌드 14316에서 처음으로 사용할 수 있게 되었다. 2020년 6월 12일 WSL2가 Windows 10 May 2020 Update와 함께 릴리스되었다. WSL2 기능은 Windows 10 Home 에디션에서도 사용이 가능하다.
마이크로소프트는 WSL을 "특히 웹 개발자와 오픈 소스 프로젝트로 일하는 사람들처럼 개발자들을 위한 주요 도구"로 바라보고 있다. WSL은 완전히 가상화된 머신 보다 더 적은 자원을 사용하며 윈도우 환경에서 리눅스 소프트웨어를 통합할 수 있는 방법이면서 그와 동시에 사용자들이 동일한 파일 집합 위에서 윈도우 앱과 리눅스 도구를 사용할 수 있게 한다.

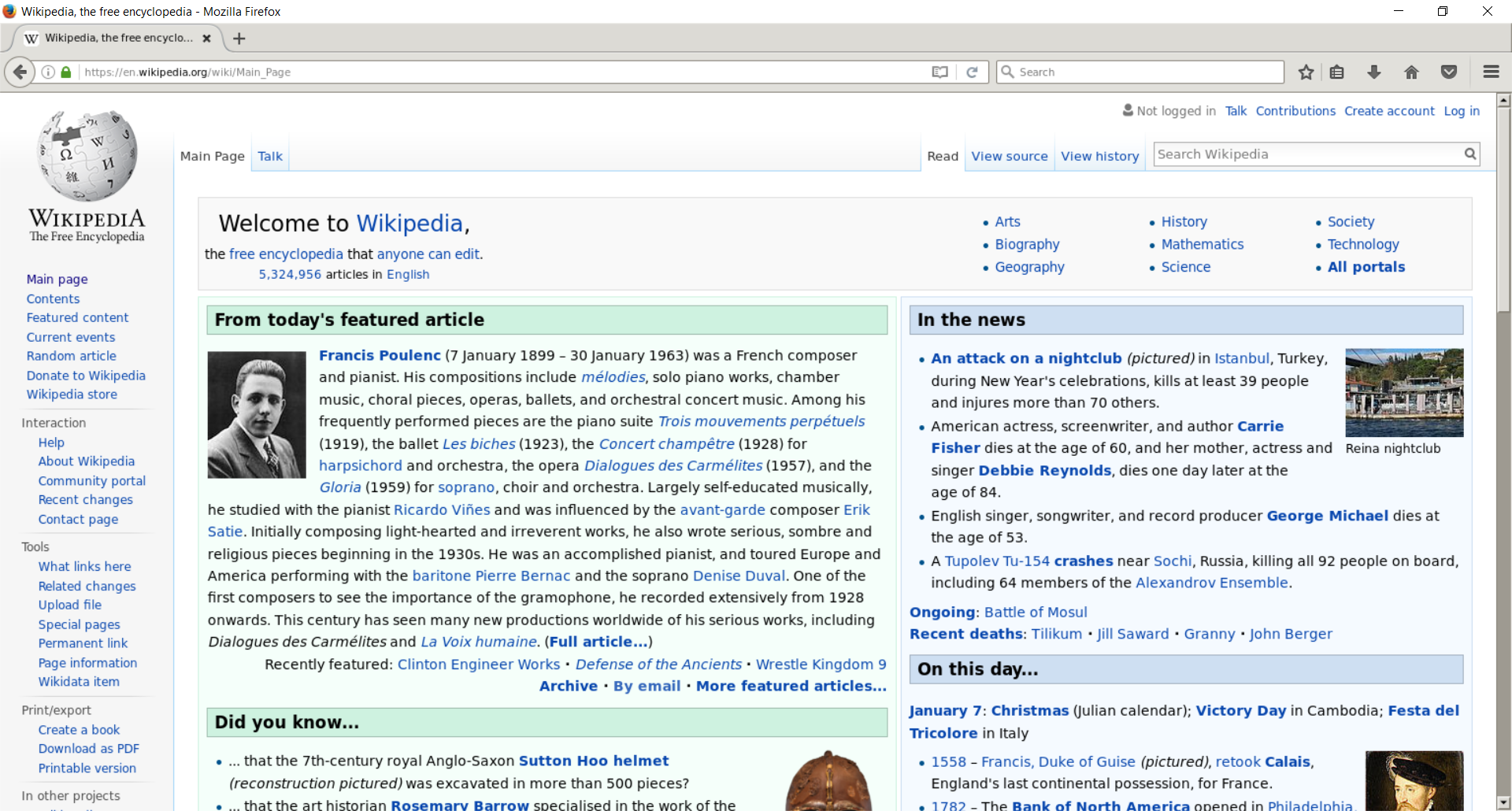
WSL에서 구동 중인 리눅스용 모질라 파이어폭스
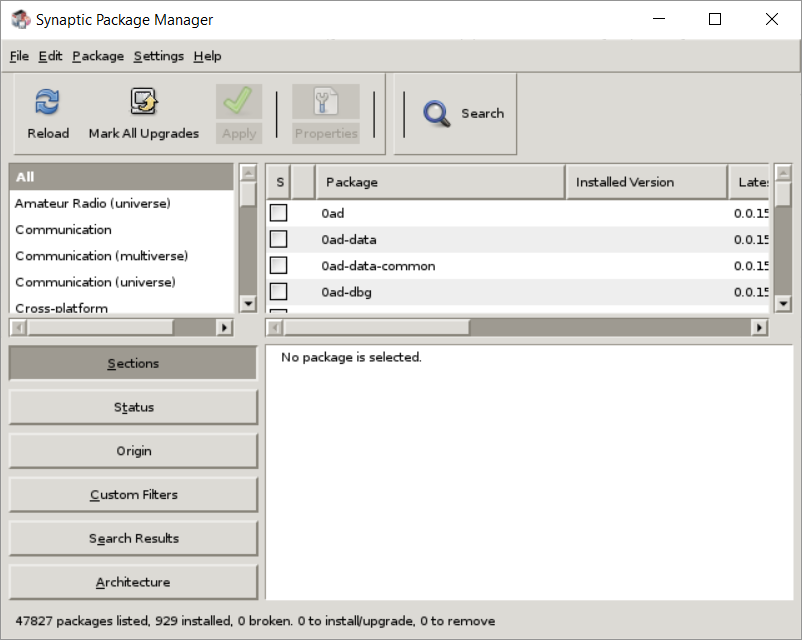
WSL에서 실행 중인 시냅틱 꾸러미 관리자

## 같이 보기
- 윈도우 10
- 윈도우 11
- 리눅스
- 시그윈
- FreeBSD의 운영 체제 호환 계층
- 제닉스